# 傩
儺，又稱儺祭、儺儀，本字“𩴓”，是中国傳統的一种祭祀活动。它以驅鬼逐疫、酬神納吉為目的，以巫術活動為中心，是自然崇拜、祖先崇拜、鬼神崇拜及萬物有靈觀念的產物。巫師為驅鬼敬神、逐疫去邪所進行的宗教祭祀活動，稱為儺或儺祭、儺儀。儺師所唱的歌、所跳的舞稱為儺歌、儺舞。儺戲又產生於儺歌、儺舞，統稱傩文化。

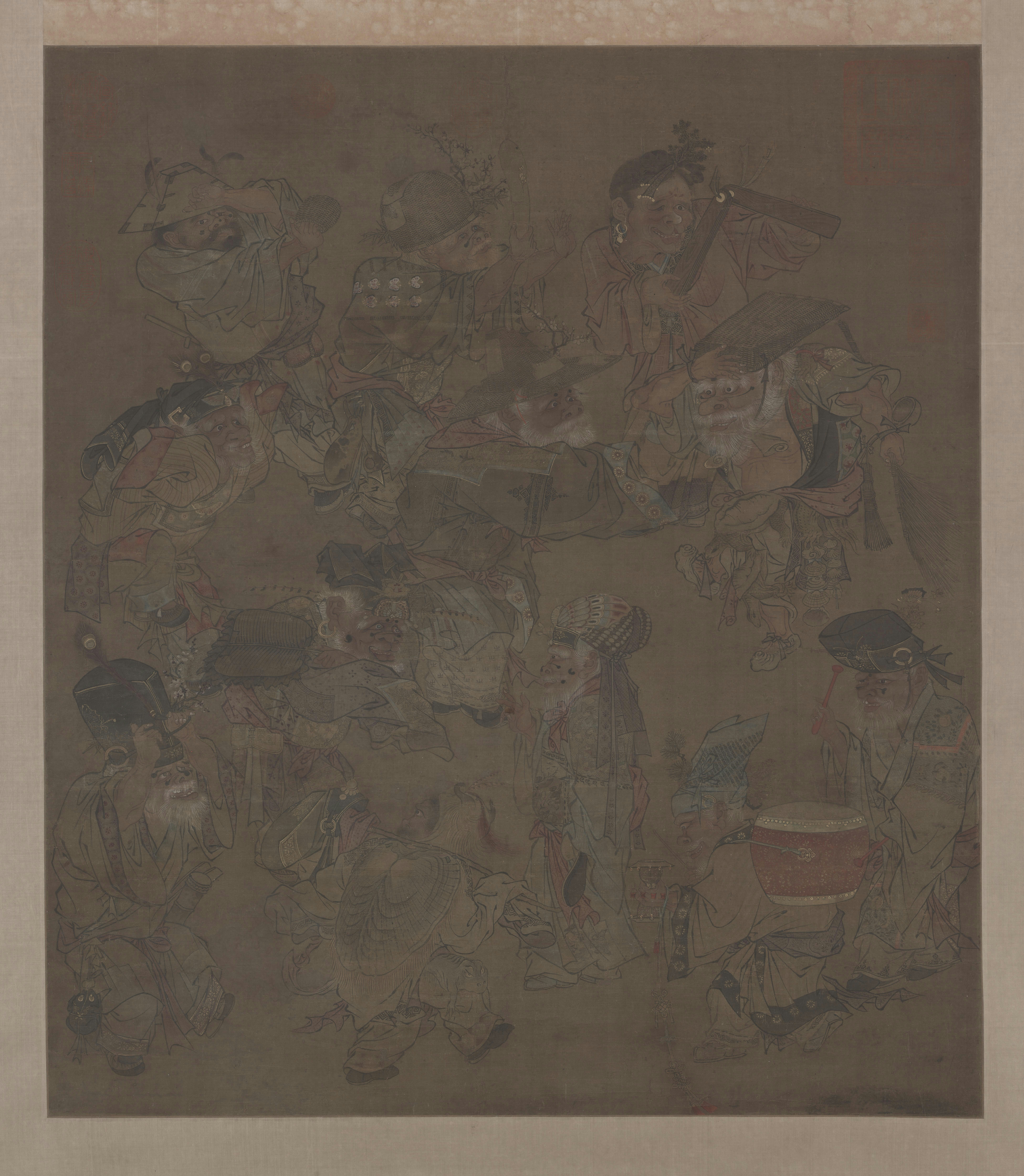
《大傩图》（故宫博物院）

儺和儺戲在人類學、民族學、歷史學、宗教學、神話學、文化交流史和戲劇發生學等相當廣泛的學科中具有重要研究價值。近年來，在廣泛發掘各地儺文化遺產的基礎上，形成了一門跨文化研究的新學科——儺學。

## 中國
源於古時中國某些地區人们进行的一种祭祀活动，其祭祀对象是鸟類。該文化為巫文化发展到后期所衍生，当时人們的生活型態已进入农耕时代，而此时鸟类是农耕的重要帮手。中國巫文化的起源與史前社會的圖騰制有關，在中國的古文獻中有很多關於儺文化的記載。當今中國一些地區，還保存著相當完整的儺戲，便是古老儺文化的載體。儺戲是由儺祭、儺舞發展起來的一種宗教與藝術相結合，娛神與娛人相結合的古樸、原始、獨特的戲曲樣式，一直在民間傳承。

### 追儺
追儺，為一種驅逐疫鬼的習俗，是中國最早的民俗，驱除病魔恶鬼的仪式。于节令变换之日举行。《论语》对此也有记载。周代時方相氏披熊皮鑲黃金四眼，黑紅衣裝，手執戈盾，率百官以追惡鬼，或過程中以物品（米、豆、矢）丟擲惡鬼，以去除厄運。漢代時動輒動員持桃弓棘矢、頭纏紅巾之童子數百名，以奇怪的服裝和動作驅除惡神，時間通常在農曆十二月底，立春前一日。到了唐朝朝廷盛大举办追傩大典，成了长安新年活动。宋之後成遊戲性質而漸失傳，僅持鍾馗像，燃鞭炮行之。
追儺與中國的節氣一同傳入日本，文武天皇慶雲三年（西元七○六）瘟疫流行，多人死亡，於是在該年十二月底以陰陽道之行事作土牛驅鬼，為最早之記錄。從此成為日本朝廷之公事，於每年農曆十二月底行之。陰陽師從月華門進入南殿旁讀祭文，然後方相氏大喊打鬼之聲，舉戈擊盾三次，群臣齊聲驅鬼。惡鬼通常由大舍人扮任，此外在殿中的貴族們乃攜桃弓葦矢以射鬼，鬼乃竄逃。此習俗之所以在除夕夜舉行，乃由於和日本古傳的大祓的觀念結合所致。追儺在平安時代是固定的例行活動。室町時代融合古式追儺習俗廣泛流傳，成為民間撒豆驅鬼的節分習俗。但仍有以驅除惡運的儀式存在的寺院。在寺院中，以法隆寺和藥師寺的驅鬼式最為有名。

### 研究書目
- 廣田律子著，王汝瀾等譯：《「鬼」之來路——中國的假面與祭儀》（北京：中華書局，2005）。